# Beate Koch
Beate Koch, nemška atletinja, * 18. avgust 1967, Jena, Vzhodna Nemčija.
Nastopila je na poletnih olimpijskih igrah leta 1988, ko je osvojila bronasto medaljo v metu kopja.